# Трула коалиција
Трула Коалиција јесте српска панк-рок група, коју су основали Предраг Дрчелић (Скаки) из Горњег Милановца и Саша Вујић (Вуја), фронтмен познате крагујевачке панк-рок групе „КBО!“. Трула Коалиција је основана 1986, а постоји и данас у измењеном саставу.

## Историјат
Основана је 1986. године у Крагујевцу, као трио који су чинили чланови КБО! Саша Вујић - Вуја (гитара) и Бобан Вујић (бубњеви), а уз њих и Предраг Дрчелић - Скаки (вокал и текстови). Четири године касније им се придружује басиста Драган Цветановић - Цеја који остаје у бенду до раних 2000-их. Нови басиста бенда је од тада Душко Јовановић - Дуле. 2009. године Предраг Дрчелић самовољно напушта групу. У тренутку Дрчелићевог напуштања бенда, већ је био снимљен материјал за нови албум. Бенд проналази новог певача и наставља са радом. Као најаве за албум, објављени су синглови на различите интернет платформе. Песма „Мали мозгови“ окачена је на MySpace страницу бенда, а песме "Праштање" и "Довиђења" на Soundcloud налог бенда. Нова замисао је била да на албуму буду и нумере смимљене са новим певачем, али и нумере снимљене са Скакијем. 
Група је издала неколико албума (већину као самиздат, само последњи под фирмом Чешњак рекордс), од којих је свакако најпознатији „Плакао сам кад је пала Секуритатеа“, издат 1992. године. Омот за тај албум и потоњи заштитни знак групе, “кукокрака”, дизајнирао је чувени дизајнер Видан Папић. Име “Трула коалиција” и “кукокрака” бивају заштићени за време Скакијевог одсуства као интелектуална својина и њихов заступник постаје Саша Вујић. 
2014. године Скаки исказује жељу да се врати у бенд након пет година функционисања истог без њега, али се Вујић са тим није сложио. Из револта, Дрчелић формира бенд са истим називом и новим члановима из Горњег Милановца. Настаје општа расправа о томе чија је заправо Трула коалиција и бура тешких оптужби и увреда на друштвеним мрежама претежно од стране присталица, али и од самог певача новонасталог бенда на рачун Саше Вујића и оних који су на његовој страни. Предраг Дрчелић на крају бива приморан да мења назив новог бенда у Коалициони споразум. Исте године, Трула коалиција предвођена Сашом Вујићем објављује сингл “Досада”, a Коалициони споразум, уз помоћ Зорана Маринковића из Бјесова, објављује “Сећања” - стару песму Труле коалиције у новом руху и снима спот за исту. Уз “Сећања” је објављена и другачија верзија песме “Довиђења”, са необјављеног албума Труле коалиције. Касније се Коалиционом споразуму прикључује оригинални басиста Труле коалиције - Драган Цветановић - Цеја. 
Трула коалиција није имала наступе четири године након што је 2019. певач отишао у иностранство. 18. октобра 2023. године, Предраг Дрчелић упућује јавно извињење са свог Фејсбук профила Саши Вујићу, због свега изговореног и учињеног претходних година и позива на обнављање Труле коалиције. До обнављања је дошло и Трулу коалицију данас чине Предраг Дрчелић - Скаки (вокал), Саша Вујић - Вуја (гитара), Душко Јовановић - Дуле (бас) и Андреја Влајић - Дреја (бубањ).  

## Чланови групе
- Предраг Дрчелић (Скаки) од 1986. до 2009. па од 2023. - глас, текстови
- Бобан Вујић - од 1986. до 2013. - бубњеви
- Драган Цветановић (Цеја) - од 1990. до раних 2000-их - бас-гитара
- Саша Вујић (Вуја) - од 1986. - гитара

## Албуми
1. Трула коалиција, 1988. самиздат[1]
2. Сећања, 1989. самиздат[1]
3. Не излази из строја, 1990. самиздат[1]
4. Плакао сам кад је пала Секуритатеа, 1992. самиздат[1]
5. Поглед у небо, 1994. самиздат[1]
6. , 1996. самиздат[1]
7. Убиће нас промаја, 1998. Чешњак рекордс[2]